# Neoblastobasis ligurica
Neoblastobasis ligurica is een vlinder uit de familie spaandermotten (Blastobasidae). De wetenschappelijke naam is voor het eerst geldig gepubliceerd in 2004 door Nel & Varenne.
De soort komt voor in Europa.